# Norman Brookes
Sir Norman Everard Brookes, avstralski tenisač, * 14. november 1877, St Kilda, Viktorija, Avstralija, † 28. september 1968, South Yarra, Viktorija.
Norman Brookes se je v posamični konkurenci petkrat uvrstil v finala turnirjev za Grand Slam. Dvakrat je osvojil Prvenstvo Anglije, v letih 1907, ko je v finalu premagal Arthurja Gora, in 1914, ko je v finalu premagal Anthonyja Wildinga, leta 1911 pa še Prvenstvo Avstralije, v finalu je premagal Horaceja Rica. Na turnirjih za Prvenstvo Anglije je še dvakrat nastopil v finalu, v letih 1905, ko ga je premagal Laurence Doherty, in 1919, ko ga je premagal Gerald Patterson. V konkurenci moških dvojic je dvakrat osvojil Prvenstvo Anglije ter po enkrat Prvenstvo Avstralije in Nacionalno prvenstvo ZDA. V letih 1907, 1908, 1909, 1911, 1914 in 1919 je bil član zmagovite avstralske reprezentance na tekmovanju International Lawn Tennis Challenge. Leta 1977 je bil posmrtno sprejet v Mednarodni teniški hram slavnih.

## Finali Grand Slamov

### Posamično (5)

#### Zmage (3)
| Leto | Turnir                | Nasprotnik v finalu | Rezultat finala |
| 1907 | Prvenstvo Anglije     | Arthur Gore         | 6–4, 6–2, 6–2   |
| 1911 | Prvenstvo Avstralije  | Horace Rice         | 6–1, 6–2, 6–3   |
| 1914 | Prvenstvo Anglije (2) | Anthony Wilding     | 6–4, 6–4, 7–5   |

#### Porazi (2)
| Leto | Turnir                | Nasprotnik v finalu | Rezultat finala |
| 1905 | Prvenstvo Anglije     | Laurence Doherty    | 6–8, 2–6, 4–6   |
| 1919 | Prvenstvo Anglije (2) | Gerald Patterson    | 3–6, 5–7, 2–6   |

### Moške dvojice (4)

#### Zmage (4)
| Leto | Turnir                   | Partner          | Nasprotnika v finalu                | Rezultat finala         |
| 1907 | Prvenstvo Anglije        | Tony Wilding     | Karl Behr Beals Wright              | 6–4, 6–4, 6–2           |
| 1914 | Prvenstvo Anglije (2)    | Tony Wilding     | Herbert Roper Barrett Charles Dixon | 6–1, 6–1, 5–7, 8–6      |
| 1919 | Nacionalno prvenstvo ZDA | Gerald Patterson | Vincent Richards Bill Tilden        | 8–6, 6–3, 4–6, 4–6, 6–2 |
| 1924 | Prvenstvo Avstralije     | James Anderson   | Pat O'Hara Wood Gerald Patterson    | 6–2, 6–4, 6–3           |